# Supercoppa serba 2013 (pallavolo maschile)
La Supercoppa serba 2013 si è svolta il 17 ottobre 2013: al torneo hanno partecipato due squadre di club serbe e la vittoria finale è andata per la terza volta consecutiva all'Odbojkaški klub Crvena zvezda.

## Regolamento
Le squadre hanno disputato una gara unica.

## Squadre partecipanti
| Squadra             | Qualificazione                                       | Ultima partecipazione |
| ------------------- | ---------------------------------------------------- | --------------------- |
| Stella Rossa        | Vincitrice Superliga 2012-13/Coppa di Serbia 2012-13 | Supercoppa serba 2012 |
| Radnički Kragujevac | Finalista in Coppa di Serbia 2012-13                 | Debutto               |

## Torneo
| 17 ottobre 2013 Šumice Sport Center, Belgrado Durata: 2h:09 - Spettatori: 250 | Stella Rossa | 3 - 2 | Radnički Kragujevac | 25-21, 25-23, 21-25, 21-25, 15-7 |